# تشارلز شاندلير
تشارلز شاندلير (بالإنجليزية: Charles Robert Chandler)‏ هو مجدف أمريكي، ولد في 22 يوليو 1911 في بيركيلي في الولايات المتحدة، وتوفي في 22 يونيو 1982 في أوكلاند في الولايات المتحدة.

## وصلات خارجية
- تشارلز شاندلير على موقع الاتحاد الدولي للتجديف (الإنجليزية)
- تشارلز شاندلير على موقع اللجنة الأولمبية الدولية (الإنجليزية)
- تشارلز شاندلير على موقع أوليمبيديا (الإنجليزية)